# Marta Doda
Marta Doda (ur. 1884 w Szkodrze, zm. 1960 w Tiranie) – Albanka, ofiara represji komunistycznych.

## Życiorys
Pochodziła z wpływowej rodziny mirdyckiej, była wnuczką Prenka Bib Dody. Ukończyła studia w Austrii. W 1910 założyła w Szkodrze pierwsze w Albanii stowarzyszenie kobiet (Shoqata e Gruas Shqipëtare). Aresztowana przez władze komunistyczne 1 stycznia 1947. 16 sierpnia 1947 Sąd Wojskowy w Szkodrze uznał ją za "wroga ludu" i skazał na 10 lat więzienia oraz konfiskatę majątku. Zwolniona z więzienia w 1954 z powodu złego stanu zdrowia. Zmarła zimą 1960, jej ciało znaleziono w pobliżu kościoła katolickiego w Tiranie.
Była mężatką (mąż Ahmet Sadedin był lekarzem pochodzenia tureckiego), miała córkę Fridę. Oboje zostali uwięzieni.